# Christer Eirefelt
Jan Christer Eirefelt, född 4 maj 1942 i Falkenberg, är en svensk politiker (folkpartist) och ämbetsman. 
Eirefelt har varit egen företagare och byggnadstekniker. Han var riksdagsledamot 1979–1998, invald i Hallands läns valkrets. Eirefelt var 1988–1994 riksdagens andre vice talman och 1994–1998 dess tredje vice talman. Som riksdagsledamot var han framför allt aktiv i näringsutskottet där han var suppleant 1979–1982 och 1988–1994, ledamot 1982–1985 samt vice ordförande 1985-88 och 1995-98. Han var även suppleant i kulturutskottet och socialutskottet samt ledamot av krigsdelegationen och 1990-1991 i Riksbanksfullmäktige. 
Åren 1985–1994 var Eirefelt styrelseledamot i Statens nämnd för internationella adoptionsfrågor och 1992–1994 dess ordförande. Eirefelt har också varit styrelseledamot i bland annat Riksgäldskontoret och Sveriges Riksidrottsförbund och har haft statliga utredningsuppdrag i 1980 års abortkommitté 1980–1983, Ägarutredningen 1985–1990, Konkurrenskommittén 1989–1991 och Idrottsutredningen 1996–1998.
Eirefelt har varit ledamot i Folkpartiets styrelse och i riksdagsgruppens förtroenderåd. Åren 1990–1995 ingick han i Folkpartiets partiledning. 
Eirefelt var landshövding i Gävleborgs län från 1 januari 2003 till 30 september 2007.

## Utmärkelser
- Konungens medalj 12:e storleken, 1999
- Karl Staaffs medalj i guld, 2016